# Heritage Bank Center
Heritage Bank Center, tidigare Riverfront Coliseum, The Crown, Firstar Center och U.S. Bank Arena, är en inomhusarena i den amerikanska staden Cincinnati i Ohio och ligger precis vid Ohiofloden och basebollarenan Great American Ball Park. Den byggdes mellan 1973 och 1975 och ägs av Nederlander Entertainment och Anschutz Entertainment Group.
Ishockeylagen Cincinnati Stingers (WHA & CHL) och Cincinnati Tigers (CHL) har båda haft arenan som sin hemmaarena när den hette Riverfront Coliseum. Idag används den av Cincinnati Cyclones, som spelar till vardags i ECHL.